# Federico Le Pera
Federico Le Pera (Roma, 9 giugno 1989) è un attore italiano.

## Biografia
Federico Le Pera è nato a Roma, figlio della coreografa Veronica Poniciappi e del fotografo teatrale Pino Le Pera; ha una sorella, Martina Le Pera.
Ha cominciato ad apparire in televisione durante l'infanzia, comparendo in alcuni spot pubblicitari del Mulino bianco, Omnitel e della Tim. Nel 1998 fece il suo debutto cinematografico nel film di Giuseppe Tornatore La leggenda del pianista sull'oceano, mentre nel 2000 fu scelto per interpretare Nathan, il figlio del protagonista, nella prima italiana del musical The Full Monty per la regia di Gigi Proietti.
Successivamente prende parte alla serie TV Tutti pazzi per amore (2008), dove interpreta il giovane Davide Palmieri, il ragazzo più ambito della scuola e primo amore di Cristina (Nicole Murgia). La carriera televisiva è proseguita nel 2015 con la serie TV È arrivata la felicità, mentre nel 2020 è tornato sul piccolo schermo con La vita promessa. Attivo soprattutto in campo teatrale, Le Pera ha recitato in diverse opere di Shakespeare e Pirandello, tra cui l'Enrico IV e la tournée nazionale de I giganti della montagna per la regia di Gabriele Lavia.
Le Pera è impegnato in una relazione con l'attrice Giulia Fiume.

## Filmografia

### Cinema
- La leggenda del pianista sull'oceano, regia di Giuseppe Tornatore (1998)
- Peace, Love and Freedom, regia di Gianluca Ladisa (2013)
- Lepre meccanica, regia di Gian Luca Catalfamo (2015)
- La cena perfetta, regia di Davide Minnella (2022)

### Televisione
- Tutti pazzi per amore – serie TV, 7 episodi (2009)
- È arrivata la felicità –  serie TV, 3 episodi (2015)
- La vita promessa – serie TV, 2x02 (2020)
- Che Dio ci aiuti - serie TV, 6x13-6x14 (2021)

## Teatro
- The Full Monty, regia di Gigi Proietti (2000)
- Clandestina, regia di Marcello Spoletini (2004)
- Il sogno, regia di Matteo Tarasco
- Dignità Autonome Di Prostituzione, regia di Luciano Melchionna (2012)
- Inaccessibile, regia di Raffaele Curi (2013)
- Enrico IV, regia di Matteo Tarasco (2014)
- Oceano Adriatico, regia di Raffaele Curi (2013)
- Il tempio di Elefantina, regia di Raffaele Curi (2015)
- Ophelia, regia di Gianluca Merolli (2017)
- Cyrano de Bergerac, regia di Nicoletta Robello Bracciforti (2018)
- I giganti della montagna, regia di Gabriele Lavia (2019)